# Sébastien Rosseler
Sebastien Rosseler (Verviers, 15 de julho de 1981)  é um ciclista belga. Profissional entre 2003 e 2015, foi um bom rodador e seu papel dentro de suas equipas foi o de acompanhar a homens como Tom Boonen em provas de pavés e para lançar os sprints.

## Biografia
Após um primeiro ano na equipa filial do Quick Step em 2003, onde ganhou três etapas do Tour de Olympia, Sébastien Rosseler passou a temporada de 2004 nas fileiras da equipa Relax-GAM. Confirmou um bom nível ficando nono da Gante-Wevelgem e oitavo nos Quatro Dias de Dunquerque.
De volta ao Quick Step a partir de 2005, sofreu várias lesões. No entanto, terminou em quarto lugar nos Três dias da Panne, segundo na Volta à Bélgica e terceiro em ache-a-Ingooigem em 2006. Conseguiu sua primeira vitória profissional em 2007 na etapa contrarrelógio do BinckBank Tour, onde terminou oitavo. No mesmo ano terminou quarto no Campeonato da Bélgica de ciclismo contrarrelógio e quarto também na Volta à Bélgica. Também terminou o 21.º da Paris-Roubaix.
Em 2008, lesionou-se a princípios da temporada, mas fez-se notar de novo no BinckBank Tour, sendo terceiro na contrarrelógio final obtendo assim o segundo lugar na geral, por trás de José Iván Gutiérrez. No final de temporada, acabou quinto na Paris-Bruxelas e segundo no Circuito Franco-Belga onde ganhou uma etapa.
Em 2010, impôs-se na quarta etapa da Volta ao Algarve em solitário, bem como a Flecha Brabanzona.
Em junho de 2015, sua equipa, o Veranclassic-Ekoi, anunciou sua retirada.

## Palmarés
- 2003
  - 3 etapas do Tour de Olympia

- 2007
  - 1 etapa do BinckBank Tour

- 2008
  - 1 etapa do Circuito Franco-Belga

- 2009
  - 1 etapa dos Quatro Dias de Dunquerque
  - 1 etapa da Volta à Bélgica
  - 2.º no Campeonato da Bélgica Contrarrelógio

- 2010
  - 1 etapa da Volta ao Algarve
  - Flecha Brabanzona
  - 2.º no Campeonato da Bélgica Contrarrelógio

- 2011
  - Três Dias de Bruges–De Panne, mais 1 etapa

## Resultados em Grandes Voltas e Campeonatos do Mundo
| Corrida                | Corrida                | 2003 | 2004 | 2005 | 2006  | 2007  | 2008 | 2009  | 2010 | 2011 | 2012  | 2013 | 2014 | 2015 |
| ---------------------- | ---------------------- | ---- | ---- | ---- | ----- | ----- | ---- | ----- | ---- | ---- | ----- | ---- | ---- | ---- |
|                        | Giro d'Italia          | —    | —    | —    | —     | —     | —    | —     | —    | —    | 125.º | —    | —    | —    |
|                        | Tour de France         | —    | —    | —    | —     | 104.º | 95.º | 104.º | —    | —    | —     | —    | —    | —    |
|                        | Volta a Espanha        | —    | —    | —    | 116.º | —     | —    | —     | —    | —    | —     | —    | —    | —    |
| Mundial Contrarrelógio | Mundial Contrarrelógio | —    | —    | —    | —     | —     | —    | 38.º  | —    | —    | —     | —    | —    | —    |

—: não participa

Ab.: abandono

## Equipas
- Quick Step-Davitamon-Latexco (2003)
- Relax-Bodysol (2004)
- Quick Step (2005-2009)
  - Quick Step (2005)
  - Quick Step-Innergetic (2006-2007)
  - Quick Step (2008-2009)
- Team RadioShack (2010-2011)
- Garmin-Sharp (2012-2013)
- Veranclassic (2014-2015)
  - Veranclassic-Doltcini (2014)
  - Veranclassic-Ekoi (2015)